# Leucoptera heringiella
Leucoptera heringiella là một loài bướm đêm thuộc họ Lyonetiidae. Nó được tìm thấy ở Ba Lan to Macedonia và Bulgaria và ở miền nam Nga.
Ấu trùng ăn Chamaecytisus austriacus, Chamaecytisus ratisbonensis, Chamaecytisus supinus và Lembotropis nigricans. Chúng ăn lá nơi chúng làm tổ. 